# Platyarthrus parisii
Platyarthrus parisii är en kräftdjursart som beskrevs av Arcangeli1931. Platyarthrus parisii ingår i släktet Platyarthrus och familjen myrbogråsuggor. Inga underarter finns listade i Catalogue of Life.